# Androkles
Androkles (gr. Ἀνδροκλῆς) to główna postać popularnej powieści ludowej która opowiada o mężczyźnie nawiązującym przyjaźń z lwem.

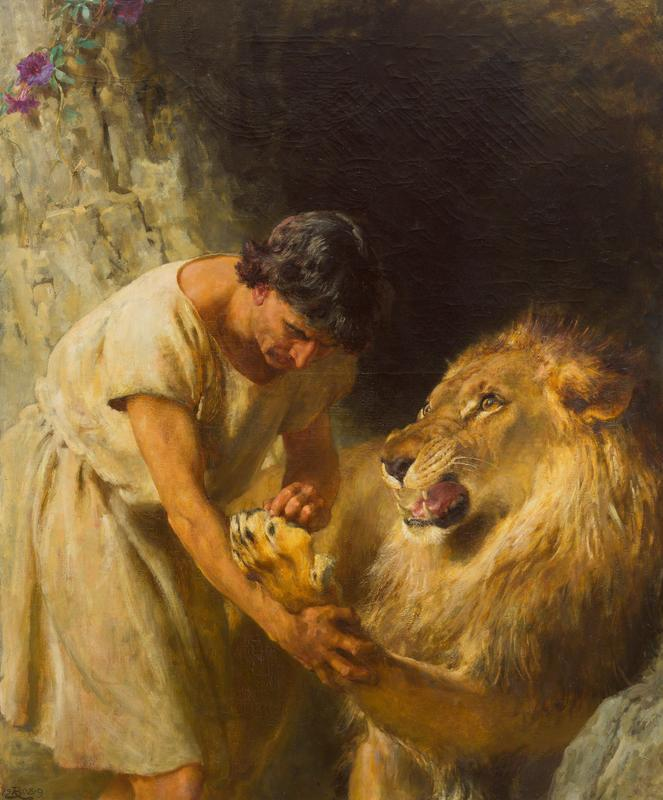
Niewolnik Androkles wyciąga kolec z łapy lwa.

## Tradycyjna opowieść
Najwcześniejsze spisanie historii pochodzi z II wieku n.e. W tej wersji, Androkles jest zbiegłym niewolnikiem byłego konsula rzymskiego. Chowa się on w jaskini, która okazuje się być kryjówką rannego lwa, z którego łapy wyciąga duży kolec. W ramach podziękowania lew staje się uległy w stosunku do Androklesa i od tej chwili dzieli się z nim swoim upolowanym mięsem.
Po trzech latach, Androkles marzy o powrocie do cywilizacji ale jest szybko zatrzymany jako niewolnik uciekinier i wysłany do Rzymu. Tam, skazany jest na pożarcie przez dzikie zwierzęta w Circus Maximus w obecności cesarza, najprawdopodobniej Kaliguli. Jedynym z bestii okazuje się być ten sam lew, który po raz kolejny okazuje mu potulność. Po przesłuchaniu Androklesa, cesarz go ułaskawia i daje mu lwa na własność.